# Max Thurian

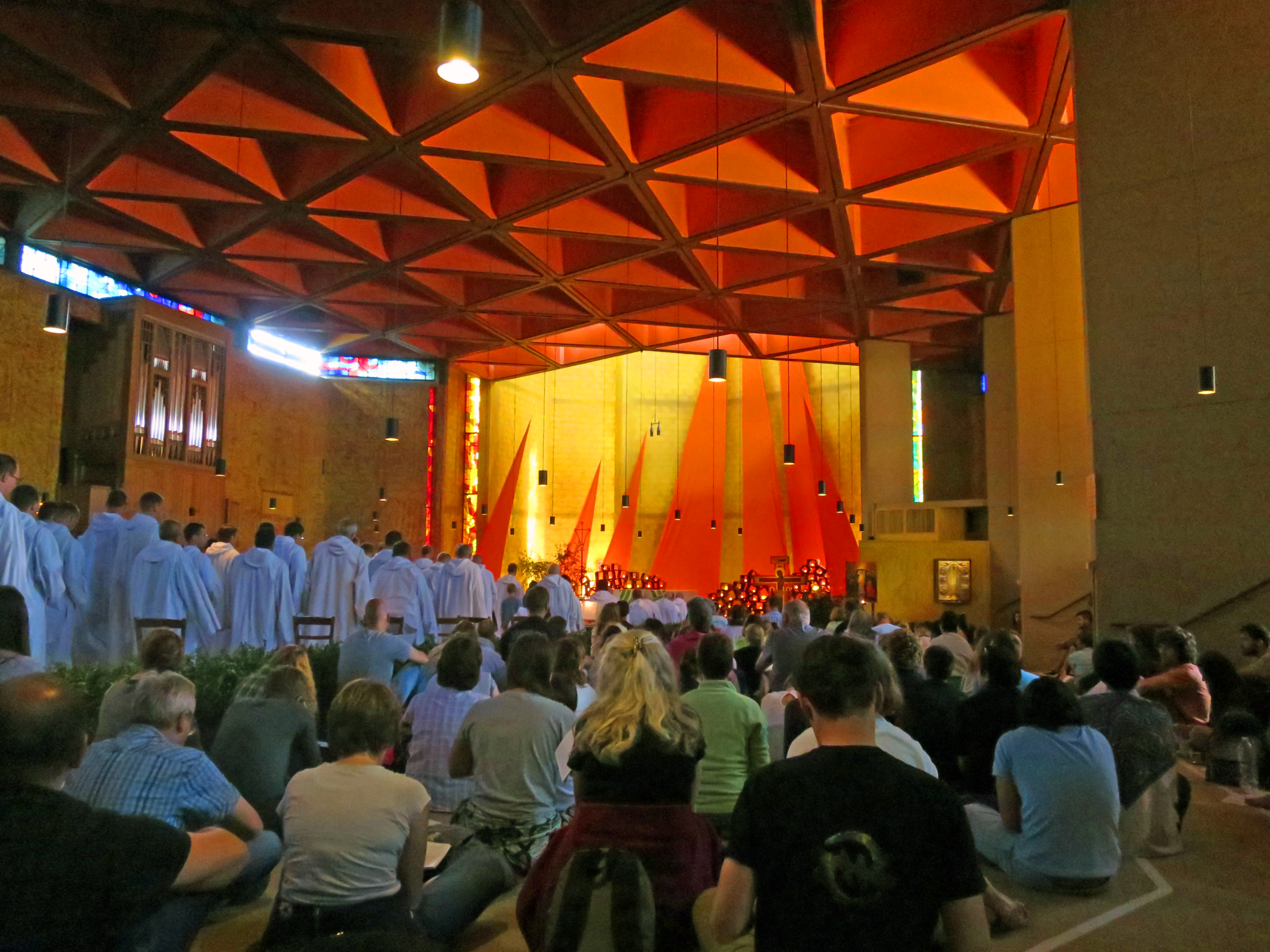
Oración en Taizé

El Hermano Max Thurian (Ginebra, Suiza, 16 de agosto de 1921 - 15 de agosto de 1996), fue un teólogo y cofundador, junto con Roger Schutz, de la ecuménica Comunidad de Taizé.

## Vida
Max Thurian nació en Ginebra en 1921. Realizó estudios teológicos en el seno de la Reforma calvinista. En 1942, en plena Segunda Guerra Mundial, conoce a Roger Schutz, pastor protestante suizo y fundador de la comunidad de Taizé. Fue uno de los primeros hermanos de la comunidad. Observador en el Concilio Vaticano II y artífice del diálogo teológico ecuménico. Invitado por Pablo VI para participar en la reforma litúrgica de la Misa Católica. Sus escritos teológicos son abundantes. Abordó los temas de María descubierta a la luz de la Escritura y de los Padres; el Sacramento de la Reconciliación; el Matrimonio y el celibato y, sobre todo sobre la Eucaristía. Convirtió al catolicismo y fue ordenado sacerdote católico en Nápoles, el 3 de mayo de 1987 por el Cardenal Corrado Ursi. Miembro de la Comisión Teológica internacional y consultor de la Congregación para el Clero. Gran apasionado de la liturgia: 

«La Liturgia no es ante todo una explicación o un discurso: es una vida. Liturgia significa vivir con Dios en el misterio». Juan Pablo envió un telegrama en el día de su fallecimiento en el que decía «incansable cazador de la verdad, hombre de fe profunda, de ardiente caridad, de una fe que no tambalea, y en todo gran discípulo de Cristo»

## Publicaciones
- Alegría del Cielo en la Tierra: Introducción a la vida litúrgica.
- La Confesión
- La Confirmación - La consagración de los laicos,
- La unidad visible de los cristianos y la tradición
- El hombre moderno y la vida espiritual
- María, Madre del Señor, la figura de la Iglesia
- La Eucaristía. Memorial del Señor. Sacrificio de acción de gracias e intercesión,
- Matrimonio y celibato
- Amor y verdad se encuentran
- La fe en crisis
- Sacerdocio y el ministerio
- Renovación en el Espíritu
- Fundamentos de la Fe
- La confesión, sacramento y la reconciliación
- El misterio de la Eucaristía, un enfoque ecuménico,
- El sacerdote se configura con Cristo